# الاستغلال التجاري الجنسي للأطفال
هو طريقة تجارية تتضمن الاستغلال الجنسي للطفل، على سبيل المثال: بغاء الأطفال، واستغلالهم في المواد الإباحية، وبيع الأطفال والإتجار بهم في كثير من الأحيان. (CSEC (قد تنطوي على الإكراه والعنف ضد الأطفال، والاستغلال الاقتصادي، والعمل القسري، والعبودية المعاصرة. حدد الإعلان الصادر عن المؤتمر العالمي لمكافحة الاستغلال الجنسي التجاري للأطفال، الذي عقد في ستوكهولم في عام 1996، CSEC على النحو التالي: الاعتداء الجنسي من قبل الكبار والمكافآت النقدية أو العينية للطفل أو لشخص ثالث أو أشخاص. حيث يعامل الطفل ككائن جنسي وكمادة تجارية. يشمل CSEC السياحة التي تستهدف ممارسة الجنس مع الأطفال وغيرها من أشكال ممارسة الجنس حيث يمارس الطفل أنشطة جنسية لتلبية الاحتياجات الأساسية، مثل الغذاء أو المأوى أو الحصول على التعليم. ويشمل أيضا أشكال ممارسة الجنس في البيئات التي تمنع ذلك ولا تبلغ عنه الأسرة حيث تستخدمه كمورد للحصول على المنافع. يقع الزواج المبكر دون السن القانوني كنوع من أنواع الاستغلال الجنسي للأطفال. صرح المركز الوطني للأطفال المفقودين والمستغلين (NCMEC (بأن واحدة من بين كل خمس فتيات وواحد من كل عشرة قبل بلوغهم سن الرشد. كما أعلنت اليونيسف إن الاستغلال الجنسي للأطفال هو أولاد يتم استغلالهم أو استغلالهم جنسياً "واحد من أخطر انتهاكات الحقوق التي يمكن أن يتحملها الطفل
وصرّح الكونجرس العالمي برأيه ضد الاستغلال التجاري الجنسي للأطفال، وذلك في الاجتماع الذي عُقِد في أستوكهولم بعام 1996، وتم تعريف الاستغلال التجاري الجنسي للأطفال فيه على أنه:
-الإساءة والتعسّف من قبل البالغين تجاه الأطفال بتقديمهم للآخرين نظير المال، الخدمات، أو طرف ثالث، أو أطراف ثالثة. في هذه الحالة يُعتبر الطفل مُعاملًا على أنه سلعة جنسية أو سلعة تجارية بحتة-
الاستغلال الجنسي للأطفال أيضًا يتضمن السياحة الجنسية للأطفال وكل الصور الأخرى من التبادل التجاري الجنسي، حيث يتم فيها انخراط الطفل في نشاطات جنسية من أجل إشباع حاجات ضرورية في حياته مثل المأكل، المأوى، وحصوله على قدر من التعليم. وأيضًا يشمل أنواع أخرى من التبادل التجاري الجنسي مثل الإساءة والتعدي الجنسي على الأطفال، والذي لا يتم إيقافه أو الإبلاغ عنه من قبل القائمين على المنزل الذي يتواجد به الطفل، وذلك بسبب المنافع التي تعود عليهم من قبل المُعتدي على الطفل. هذا المصطلح أيضًا يتضمن بشكل باطني الزيجات المُنظمة للأطفال الأقل من السن القانوني للموافقة على مثل هذا الفعل، حيث أن الطفل لم يوافق بإرادته الشخصية على هذه الزيجة التي يتم تعرّض الطفل فيها إلى الإساءة والاعتداء الجنسي.
صرّح المركز الدولي للأطفال المفقودين والمُستَغلين (NCMEC) أن واحدة من كل خمس فتيات، وواحدًا من كل عشر أولاد، سيتم الاعتداء عليهم واستغلالهم جنسيًّا قبل وصولهم إلى السن القانوني. بينما تقول منظمة اليونيسيف أن الاستغلال الجنسي للأطفال لهو «من أسوأ وأخطر التعديات على حقوق الطفل التي يستطيع تحملها».

## الاتجاهات

### البورنوغرافيا
تصوير الأطفال بورنوغرافيًّا أمر منتشر على الصعيد العالمي، القومي، الإقليمي، وأيضًا المحلي. الفروقات بين الإنتاج، التوزيع، المُنتجين، آليات التملّص، والحالة، كل ذلك مُفصّل في الشكل رقم 1. بورنوغرافيا الأطفال لهو مشروع تجاري مهول تعدى البلايين من الدولارات، والذي يتضمن الصور، الكتب، الشرائط الصوتية والمرئية، والمزيد. هذه الصور يظهر فيها الأطفال يقومون بأفعال جنسية مع أطفال آخرين، بالغين، أو أشياء أخرى. يتعرض الأطفال في هذه المواقف إلى الاستغلال السيء، الاغتصاب، البيدوفيليا، وفي بعض الحالات الأخرى قد يصل الأمر إلى القتل. البورنوغرافيا أيضًا يتم استخدامها كبوابة لدخول صناعة الجنس. العديد من القوادين يجبرون الأطفال على أداء الأفعال الجنسية من أجل البورنوغرافيا، ليوهموهم بذلك أن ما يفعلونه لهو شيء مقبول في المجتمع. ويمكن للقوادين بعد ذلك أن يبتزّوا الأطفال والعملاء من أجل حصد المال.
| الشكل رقم 1: نقاط ومرحل إنتاج بورنوغرافيا الأطفال | | | | |
|                                                   | نطاق عالمي | نطاق قومي | نطاق إقليمي | نطاق محلي |
| صيغة الإنتاج                                      | تمثيل حي لتسخير الفن من أجل المُنتج. فهي تكنولوجية تتضمن مُعدات صوتية وبصرية فائقة، وعملية إنتاج هائلة ومتطورة. | نفس الوضع المتقدم والحديث كما هو في النطاق العالمي | استوديوهات تصوير صغيرة ونامية، وتكون الأدوات المستخدمة ذات جودة متدنية. | أقل جودة مقارنة بجميع الأسواق الأخرى. يتم الاعتماد فيها على أدوات التصوير الرديئة مثل الكاميرا اللحظية. يكون فيها الشراء مباشرًا أو عن طريق التبادل البريدي.         |
| وسائل التوزيع                                     | البريد، التوصيل، أو البيع المباشر. | منافذ بيع كتب البالغين، البريد (الخدمة التجارية والبريدية)، أو البيع المباشر.                                                                               | البريد (الخدمة التجارية أو الأمريكية)، البيع المباشر أو التبادل، ومنافذ بيع كتب البالغين. | البيع المباشر أو التبادل البريدي. |
| المُنتجون                                          | وسطاء حلقات الجنس، رجال الأعمال والمتعهدون والمصورون الذين يعملون لحسابهم الخاص. | المصورون الإجراميون الذين يعملون لحسابهم الخاص. | مصورون يعملون لحسابهم الخاص في المقام الأول، بالإضافة إلى استئجار وعمل بعض العقود مع القوادين أو البيدوفيليين. | البيدوفيلون بالمجتمع أو الضواحي المجاورة، حلقات الجنس، أو القوادون.                                                                                                 |
| آليات التملّص                                      | الإنتاج عن طريق الهاتف والمواقع النامية، هويّات مزيفة، أكثر من بريد إلكتروني واحد للتغطية على عمليات البيع. | استخدام وسيط لتنظيم عمليات البيع والشراء، النشر عن طريق الأبوين، بجانب الإنتاج عن طريق الهاتف والمواقع النامية.                                             | هويّات وأماكن مؤقتة وعابرة، تغيير سريع في الأطفال المستخدمين في العملية الجنسية، وأيضًا النشر عن طريق الأبوين. | الضحايا يتم إجبارهم على الفعل بالإكراه أو يتم ابتزازهم كيلا يفصحوا عن شيء، أيضًا سمعة المُعتدي غالبًا ما تبعد عنه الشبهات.                                             |
| الحالة                                            | مازالت موجودة، مع التأكيد على استخدام شباب دول العالم الثالث كعارضين، توجد ضدها تدخلات ناجحة من قبل الشرطة ووكالات تطبيق القانون الفيدرالي الأمريكي، الطبيعة التفاعلية لتحقيقات الشرطة تمنع الإبطال الدائم للإنتاج والتوزيع. | مرنة ومتواجدة بشدة بالرغم من القوانين الفيدرالية الصارمة ضد تدفق الباعة الخاصين بهم. تتم إعادة بيعها في الدول المجاورة وتصديرها إلى آسيا، أوروبا، وأفريقيا. | من الصعب جدًا اعتراض طريقها بطريقة استباقية. القوادون والمصورون يستخدمون عارضين حديثين وأطفال مُعتدى عليهم كمادة تصويرية. يمكن لها أيضًا أن تصل إلى درجة المنشورات الأجنبية. كما أن الموافقة الأبوية تقرن الأطراف المُذنبة بالجريمة وتدفعهم للكتمان، مزيدين بذلك التوكيد على المواد المطروحة. | البورنوغرافيا المصنوعة على المستوى المحلي هي عِماد الثقافة الفرعية للبيدوفيليا، في العادة يتم كشفها عن طريق البحث عن الشركة أو بالمصادفة عن طريق التحقيقات البريدية. |

### السياحة والاتجار
يسافر بعض الناس خصيصًا من أجل الانخراط في الأعمال المتصلة بالسياحة الجنسية للأطفال.  السياحة الجنسية والاتجار بالجنس سويًّا يؤمنان دخلًا قوميًّا للبلاد. «نائب رئيس وزراء تايلاند تم الاقتباس على لسانه أنه سأل المحافظين الريفيين بأن يفكروا في فرص العمل التي سوف يتم الحصول عليها جرّاء ذلك». هذا التشجيع الصريح من الحكومة يفسر لماذا تطبق بعض الدول غرامات قليلة ومحدودة عند الانخراط في تجارة الجنس.
العديد من وكالات السفر تُقدم المعلومات والكتيبات المرجعية المُشيرة إلى وسائل المتعة الغريبة وغير المعهودة بالبلاد الزمارة، مما يشجع الرجال على السفر من أجل أغراض جنسية. السياح الجنسيون يوفرون الدعم المالي للأنظمة الاقتصادية المتخلفة التي تعتمد بشكل أساسي على استغلال نسائهم وأطفالهم من أجل حصد المال وكنزه.
الاتجار بالأطفال والاستغلال الجنسي التجاري بهم قد يتقاطعا في بعض الأحيان. فمن الناحية الأولى، الأطفال الذين يتم الاتجار بهم، غالبًا من يتم فعل ذلك بهم من أجل الاستغلال الجنسي التجاري. لكن ليس كل الأطفال الذين يتم الاتجار بهم يكون المفعول بهم من أجل أغراض جنسية. وبالإضافة إلى ذلك، إذا تم الاتجار ببعض الأطفال للعمل في صور أخرى من الأعمال، قد يتم الاعتداء الجنسي عليهم في تلك الأعمال، وهذا ليس بالضرورة أن يتم تصنيفه كاستغلال تجاري جنسي للأطفال. أما من الناحية الأخرى، فعرّف القانون الأمريكي لحماية ضحايا الاتجار لعام 2000 الاتجار على أنه يتضمن أي فعل تجاري جنسي يتم إجبار شخص لم يصل للثمانية عشرة عامًا بعد على فعله. وهذا يعني أن أي قاصر قد تم استغلاله في أفعال تجارية جنسية، فهو يُعرّف على أنه ضحية اتجار صارخة، دون الحاجة إلى الحصول على رأي ثابت على أنه تم اتخاذ رد فعل ما تجاهه أو لا. الاستغلال التجاري الجنسي هو نوع من، لكن بعيد عن تعريف الإساءة العام للأطفال، أو حتى الإساءة الجنسية إلى الطفل. فالاغتصاب مثلًا لن يتم تصنيفه على أنه استغلال جنسي تجاري، ولا كذلك العنف المنزلي.

### بيع الهوى
انخراط الأطفال في بيع الهوى تحت أقل من ثمانية عشرة عامًا، بورونوغرافيا الأطفال، أو حتى (وهذا غالبًا ما يتم عمل اقتران بينه وبين بيع الهوى) البيع والاتجار بالأطفال غالبًا ما يتم اعتبارها جرائم عنف شديدة تجاه الأطفال. فيتم اعتبارهم على أنهم صور من الاستغلال الاقتصادي الشبيه بالعمالة الجبرية والعمل بالسُخرة، أو العبودية. هؤلاء الأطفال المنخرطون في تلك الأفعال يعانون من أضرار جسدية وعقلية صحية شديدة. يواجهون خطر الحمل المبكر، وكذلك خطر الأمراض المنتقلة جنسيًّا، وعلى وجه الخصوص فيروس العوز المناعي البشري. وفي بعض الأحيان لا يعاملون بإنصاف من قبل القانون، وتتم معاملتهم كمُجرمين.
بيع الهوى معروف كأحد الأعمال التي يعمل بها أفراد صغار. فحوالي 80% من بائعي الهوى البالغين دخلوا تلك الصناعة بينما كانوا بين الحادية والرابعة عشرة سنة من عمرهم (سيندينو، 2012، صـ157). وتبعًا لقانون حماية ضحايا الاتجار، القاصرون الذين ينخرطون في أعمال تجارية جنسية، يتم تصنيفهم على أنهم ضحايا الاتجار بالبشر (ماسكول وآل. 2014، صـ227).

## الأسباب والمخاطر

### الأسباب
دعم صناعة الجنس بالأطفال وزيادة الطلب على وجودهم بها تقترن بشكل كبير بالبنية الاقتصادية للبلاد. فيقول كيفن باليس أن الزيادة المستطردة في نسبة بيع الأطفال لصناعة بين الهوى، تعكس التحوّل الصناعي الذي مرّت به البلاد أثناء الخمسين عامًا الأخيرة. الفتيات الصغيرات في تايلاند غالبًا ما يكونون من مناطق شمالية، وهذا يرجع إلى الطبيعة القاسية للأرض واعتماد العائلات بشكل أساسي على المحاصيل، فبالتالي كثير من تلك العائلات ترى بناتها على أنهن سلع.
وعند النظر إلى المستوى الأصغر بالنسبة لاستغلال الطفل جنسيًّا، نجد أن عولمة سوق المُستهلك وتدفق أنواع جديدة من السلع والخدمات، يحفز ذلك ظهور أنواع وأنماط جديدة من الاستهلاك. الأموال التي تُعرض على الأهالي مُقابل استغلال الأبناء تكون في الغالب جيدة وكافية بشكل لا يُرفض، لأنهم يعيشون على أو أسفل خط الفقر. فيتم تسليم الأبناء إلى المُشتري دون أن تكون لديهم أدنى معرفة لماذا تم بيعهم من الأساس وما الشيء الذين هم بصدد خوضه.
أما عند النظر إلى المستوى الأكبر، نرى التضخم المهول في أماكن البناء والقواعد العسكرية في البلدان النامية. تلك المنشآت تجذب الذين يريدون استغلال الأطفال جنسيًّا من أجل حصص كبيرة من المال. والجدير بالذكر أن الرجال الذين يشتركون في الاستغلال الجنسي للأطفال في هذه المنشآت يكون معظمهم من البلدان النامية والتي لا توجد لديها معايير أخلاقية بالنسبة للاستغلال الجنسي للأطفال.
العائلات التي تبيع بناتها إلى بيوت الدعارة، تميل أيضًا إلى تكرار نفس الشيء بالنسبة لبناتها الأصغر والأصغر. وبالرغم من ذلك، البنات الصغار تكون لديهن رغبة أكبر للذهاب. وهذا يرجع إلى القصص التي تحكيها لهن الأخوات الكبريات عن مغامراتهن المذهلة بالمدينة. كما أن الصغيرات يُبهرن بالملابس الشرقية والأموال التي تحصلن عليها الأخوات الكبريات. فبالتالي الصغيرات يدخلن مؤسسات بيع الهوى تلك دون أدنى معرفة بالذي أقحمن أنفسهن فيه.

### المخاطر والتبعات
سواء كان الأطفال في صناعة البورنوغرافيا، بداخل بيوت دعارة، أو يتم الاتجار بهم، يكونون جميعًا تحت وطأة خطر الإصابة بالأمراض المنقولة جنسيًّا، العنف الجسدي، أو التدهور النفسي. فتظهر الأبحاث أن حوالي "50% إلى 90% من الأطفال العاملين ببيوت الدعارة في جنوب شرق آسيا مُصابون بفيروس العوز المناعي البشري." وفي حالات عديدة، عندما يتم جلب الأطفال للعمل بصناعة الجنس، عادة ما يتم ضربهم واغتصابهم ليصبحوا في حالة مُتهدمة تمامًا حتى لا يمكن لهم الهرب. أيضًا المخاطر الجسدية قد تسبب لهم العقم، السرطان العنقي، الاعتداءات، وفي بعض الأحيان المقتل. الحمل أيضًا خطر جسدي مُحتمل للأطفال. كما أنه عندما يتم اكتشاف إصابة الفتيات العاملات في بيوت الدعارة بفيروس العوز المناعي البشري، أو الإيدز، فيتم رميهنّ خارج مقر العمل ولا يصبح لديهنّ أي مكان كي يذهبن إليه. كما أن الكثير من الأطفال «يكسرون الرابطة الإدراكية بين العقل والجسد» من أجل التعامل بكفاءة مع تلك المواقف (باليس 221). وبفعل ذلك، يبدأ العديد من الأطفال الشروع في الاعتقاد الراسخ بأنهم ليسوا سوى عهرة، ونتيجة ذلك يخلقون ويطورون الكثير من الأفكار الانتحارية. كما أن المخاطر النفسية التي يكونون عرضة لها تتضمن اضطرابات واضحة في النوم والأكل، هوية جندرية وجنسية مضطربة، هيستيريا، وقد تصل في بعض الأحيان إلى الهياج الذي تنتج عنه حالات قتل.
وإذا نحينا المخاطر الجسدية والنفسية جانبًا، سنرى وجود الخوف من القانون بوضوح. فالعديد من الفتيات والنساء يتم الاتجار بهنّ بشكلٍ غير قانوني خارج حدود البلاد. وإذا قرر الأطفال الهرب من بيت الدعارة أو القوّاد الذين ينتمون إليه، يصبحون مباشرة تحت أعين السلطات. لأن ببساطة ليس لديهم أوراق تعريفية فبالتالي يتم احتجازهم من قبل السلطات. وإذا تم احتجازهم في سجون محلية، النساء والأطفال غالبًا ما يعانون من إساءة واعتداء واستغلال أكبر من قبل الشرطة.

## آلية الاتجار
العديد من البشر منخرطون في الاستغلال الجنسي للأطفال. فالأمر يتطلب القليل من البشر فقط لإنشاء وإدارة بيت دعارة، ثم جلب الأطفال للعمل فيه. الأطراف الرابعة أيضًا يتم تعريفها على أنها منخرطة في العملية التجارية بالأطفال في سوق الجنس مثل: مرتكب الجريمة، البائع، الوسيط، والطفل. المرتكبون للجرائم هم الأشخاص الذين يشاركون في عملية السياحة الجنسية والاتجار. وهم في الغالب رجال يحاولون "تبرير انخراطهم الجنسي مع الأطفال." أما البائعون فهم القائمون على إغواء الأطفال، بجانب القوادين. فتحت حكمهم الجائر، الربح يتضاعف بشدة، والاتجار ذاته أصبح مُتاحًا. أما الوسطاء هم الذين يسمحون بجعل الاتجار الجنسي بالأطفال متواجدًا من الأساس. الآباء الذين يبيعون بناتهم للبائعين يقعون أسفل تلك الفئة. أما الطفل فهو أبرز العناصر في تلك العملية. فمصطلح طفل في حد ذاته يحمل العديد من المشاكل بين طياته. فبسبب التعريفات المختلفة للطفل في مختلف بلدان العالم، يكون من الصعب التفريق بين الإساءة الجنسية للطفل، واستغلال الطفل في صناعة بيع الهوى. كما أن لكل دولة وثقافة طريقتها الخاصة وقواعدها التي تحدد متى لا يصبح هذا الطفل قاصرًا.

## الانتشار
وبينما هو مستحيل أن نحدد إلى أي مدى توسعت تلك المشكلة بسبب طبيعتها غير القانونية، إلا أن الرموز البارزة في المنظمة العالمية للعمالة (ILO) قدرت في 2003 أن عدد الأطفال المُستغلين جنسيًّا في صناعة بيع الهوى أو البورنوغرافيا يكون حوالي 1.8 مليون طفلًا على مستوى العالم.
هذه الدراسة السريعة التي أقامها البرنامج العالمي للحد من عمالة الأطفال (IPEC) والتابع للـ ILO، بجانب منظمة اليونيسيف، عمدا سويًّا فيها إلى دراسة الآليات التعدادية الأخرى وعمل اللقاءات التي مدتهم بصورة دقيقة للنشاط المطلوب دراسته في المنطقة الجغرافية المحدودة. وتلك تُعتبر أداة مفيدة جدًا لجمع المعلومات حول أبشع أنواع عمالة الأطفال، فمثل الاستغلال التجاري الجنسي للأطفال، هذا هدف يكون من الصعب الوصول إليه عبر الدراسات التعدادية المُعتادة.
المعرفة العامة التي يتم تقديمها للطفل يمكن أن تقلل من احتمالية كون الأطفال يُستغلون في بيوت الدعارة أو صناعة البورنوغرافيا. فالجدير بالذكر أن حملة إقليمية في تايلند قدمت «تسع سنوات من الدراسة الأساسية، نشاطات رافعة من الوعي تجاه استغلال الأطفال في بيع الهوى، بجانب إنشاء نظام إشراف ومراقبة يمنع الأطفال من يتم إغوائهم لصناعة بيه الهوى.»
وكالة دعم الأمم المتحدة للأطفال (UNICEF) ووكالة دعم الأمم المتحدة للتعداد السكاني (UNFPA) قدرا أن حوالي مليوني طفل يتم استغلالهم سنويًّا في بيع الهوى أو صناعة البورنوغرافيا.

### أفريقيا

#### تانزانيا
تم التبليغ عن أن حوالي 84% من الفتيات العاملات في صناعة بين الهوى بتانزانيا تم الاعتداء عليهن بالضرب، الاغتصاب، والتعذيب من قبل ضباط الشرطة وحرّاس المُجتمع المحلى. 60% منهن ليس لديهن مكان ليعشن فيه، وبعض هؤلاء الفتيات بدأن حياتهن كعاملات منزليات وهنّ صِغار.

### الأميركتان

#### البرازيل
قدرت اليونيسيف بالبرازيل أن حوالي 250.000 طفلًا يعملون في صناعة الهوى، وهذا تبعًا للـ BBC في عام 2016.

#### السلفادور
في السلفادور، ثلث الأطفال المستغلين جنسيًّا يكونون بين 14 و17 عامًا ويكونون من الأولاد. ويكون العمر الوسطي الذي تقدم فيه الأطفال الذين تم عمل لقاءات معهم في صناعة بيع الهوى كان 13 عامًا. عملوا بمتوسط خمسة أيام في الأسبوع، كما أن حوالي 10% منهم تم الإبلاغ على أنهم عملوا سبع أيام في الأسبوع.

##### الولايات المتحدة
في عام 2001، الجزء الخاص بالعمل المُجتمعي المدرسي بجامعة بنسلفانيا أدلى بدراسة حول الاستغلال التجاري الجنسي للأطفال، وشملت 17 مدينة بالولايات المتحدة. وبالرغم من أنهم لم يدلوا بدلوهم في شأن ربط المراهقين بتلك الدراسة، فقد قدروا عبر ردود الأفعال الثانوية أن حوالي 300.000 من الشباب الأمريكي يمكن لهم أن يكونوا عرضة لخطر الاستغلال التجاري الجنسي في أي وقت. لكن الرقم الحقيقي للأطفال المنخرطين في صناعة بيع الهوى هو رقم أقل من ذلك: فعلى مدار عشر سنوات، حوالي 827 حالة بالعام تم التبليغ عنها لمراكز الشرطة. مركز محاكم نيويورك استخدم الدلائل المأخوذة من قبل المُستَجوبين، التحليل الشبكي الاجتماعية، سياسة الالتقاط/إعادة الالتقاط، والاحتمالية المبنية على سياسية ماكروف، كل ذلك نتج عنه في 2008 تقدير انتشاري في نيويورك، ذلك التقدير اقترح بدوره أن عددًا أقل من 300.000 من الأطفال المُستغلين جنسيًّا وعددًا أكبر من 827 هو ناتج ذلك الحصر.
أكثر المتعرضين للضعف والهشاشة هم الذين بلا مأوى أو الهاربين من منازلهم. مركز التحكم الإقليمي للتبليغ عن الهاربين من منازلهم قال في 2009 أن ثلث الشباب الهاربين من منازلهم في أمريكا يتم إغوائهم لبيع الهوى في أقل من 48 ساعة من تواجدهم الفردي بالشوارع. وجهة النظر هذه تجاه بيع الهوى الخاص بالمراهقين بالولايات المتحدة مُشتقة بشكل أساسي من رؤية القوادين والمُستغلين، بجانب العديد من المُتاجرين بالجنس الآخرين، وهؤلاء تمت مواجهتهم من قبل الـ SNRG-NYC في عام 2008 بمدينة نيويورك، وبذلك في دراسة قامت بعمل لقاءات عديدة مع أكثر من 300 شخصًا أقل من السن القانوني ووجدت أن حوالي 10% فقط أبلغوا أنهم كانوا تحت سطوة قوادين. بينما دراسة أخرى في 2012 تم عملها في مدينة أتلانتا، نيوجيرسي، عبر نفس المجموعة لكن بشكل نوعي وأنثلوجي أو اقتطافي (أي اختيار عدد محدد من البشر يمثلون الغالبية العُظمى من الشريحة المُراد دراستها) متوسع يركز على علاقة القوّاد بالمراهقين المنخرطين في أسواق الجنس الشوارعية. هذه الدراسة وجدت أن نسبة المراهقين الذين كانوا يعملون تحت إدارة قواد ما كانت 14% فقط، وأن تلك العلاقات كانت أكثر تعقيدًا مما تبدو عليه. وأنها كانت متبادلة، وتعاطفية أكثر مما تم الإبلاغ عنه من قبل مُقدمي الخدمات المجتمعية، المُدلون بالمعلومات دون مُقابل، ومن قبل العديد من مُقدمي المعلومات على شبكات الإعلام.
قدّر مكتب ولاية نيو يورك لخدمات الأطفال والعائلة في 2007 أن مدينة نيويورك هي موطن لأكثر من 2000 طفلًا ممن يتم استغلالهم جنسيًّا وهم أقل من 18 عامًا. وعلى الأقل 85% من هؤلاء الصغار لديهم نوع من التواصل مع نظام دعم رفاهية الأطفال، وذلك عبر مرورهم بحالات من الإساءة أو النبذ المختلفة. في مدينة نيويورك، حوالي 75% منهم تم ولوجهم إلى نظام الرعاية البديلة. فـ«ميشي فاروق» المسؤولة عن قضايا ومشاكل العدالة الخاصة باليافعين بالجمعية الإصلاحية بنيويورك، شككت في القابلية على التقدير قائلة: «نحن نؤمن بأن الرقم فعلًا هو أقل من نطاق الحصر المعلوم حتى.» وهذا تم تأكيده من قبل SNRG-NYC عبر دراسة للتعداد السكاني لمدينة نيويورك، وتم إيجاد أن من بين كل 249 بائع هوي قاصر (48 من الإناث، و45% من الذكور) الذين تم الحصول عليهم كآخر عينة إحصائية، فالسن المتوسط لدخول ذلك السوق كان 15.29 عامًا.
وفي عام 2013، المركز القومي للأطفال المفقودين والمُستغلين وثّق أكثر من 10.000 تقريرًا عن الاتجار بالأطفال جنسيًّا. ويقولون إن ذلك يمثل فقط «نسبة ضئيلة» من الرقم الحقيقي الممثل للاتجار الجنسي بالأطفال. ويقولون إن مواقعًا مثل Backpage.com تشجع نشر المحتوى المُشير إلى الاتجار الجنسي بالأطفال على موقعها. ففي المتوسط، فهذا الموقع يرسل حوالي 300 إعلانًا بالشهر يُعتقد أنهم يشمل الاعتداء والاستغلال التجاري الجنسي للأطفال.

### آسيا والمحيط الهادئ
استطلاعات رأي سابقة وضحت أن حوالي من 30% إلى 35% من جميع بائعي الهوى في منطقة ميكونج في جنوب شرق آسيا تكون أعمارهم متراوحة بين 12 و17 عامًا.

#### بنجلاديش
في بنجلاديش، الأطفال العاملون في بيع الهوى معروف عنهم تعاطي مُخدر أوراديكسون، وهو ستيرويد مُتخطي للمعايير، ويُستخدم غالبًا من قبل المزارعين من أجل تسمين الماشية، وهذا يجعل الأطفال في هذه الحالة يبدون أضخم وأكبر في السن. الجمعيات الخيرية تقول إن حوالي 90% من هؤلاء الأطفال العاملين ببيع الهوى يتعاطون ذلك المخدر. وتبعًا للناشطين الاجتماعيين، فهذا الستيرويد يمكن له أن يسبب مرض السكر، ارتفاع ضغط الدم، ويكون مُخدرًا يسهل إدمانه.

#### النيبال
العدد المُقدر للأطفال النيباليين الذين يتم استغلالهم والاتجار بهم جنسيًّا خلال العام بداخل النيبال أو بيوت الدعارة في الهند والبلدان الأخرى –خصوصًا الفتيات- يكون حوالي 12000 طفل نيبالي.

#### الفلبين
قدرت منظمة اليونيسف أنه يوجد حوالي 60000 طفلًا يعمل في صناعة بيع الهوى بالفلبين، وكذلك أن الغالبية العُظمى الـ 200 بيتًا للدعارة هناك في مدينة أنجيليس يُقدمون الأطفال كسلع جنسية للزبائن.

#### سريلانكا
في سريلانكا، يصبح الأطفال فريسة وضحية محتملة من قبل المُستغلين جنسيًّا عبر الأصدقاء والمعارف كوسطاء. وكون الأولاد أكثر انتشارًا في صناعة بيع الهوى تلك هناك يرجع إلى الربط بينهم وبين السياحة الأجنبية.

#### تايلند
المعهد القومي للبحوث الصحية في تايلند أبلغ عن أن الأطفال العاملين في صناعة بيع الهوى هناك يمثلون حوالي 40% كاملة من إجمالي جميع العاملين بتلك الصناعة في تايلند.

#### فيتنام
في فيتنام، فقر العائلة، التعليم العائلي المتدني، وعدم قدرة أفراد العائلة على العمل الفعلي، تكون هي الأسباب الرئيسية لاستغلال الأطفال بشكل تجاري جنسي بحت. وبعد عمل لقاءات مع هؤلاء الأطفال، تم اكتشاف أن حوالي 16% منهم يعانون من الأميّة، بينما 38% حصلوا على المستوى الأولي الأدنى من التعليم فقط. أما 60% منهم يقولون إن مصاريف ومُتطلبات المدرسة كانت تفوق قدرات عائلاتهم تمامًا.

## المنظمات غير الحكومية

### ECPAT
الـ ECPAT مصطلح يرمز إلى جملة «انهِ الاتجار بالأطفال واستغلالهم جنسيًّا كبائعي هوى». وكمُنظمة غير حكومية، تم تسخيرها من أجل إيجاد طرق ووسائل لإنقاذ الأطفال من الاستغلال الجنسي. رؤيتهم تنص على رغبتهم في الحصول على عالم خالي تمامًا من الاستغلال الجنسي للأطفال. وكواحد من ضمن نشاطاتهم لتحقيق تلك الرؤية هو عقدهم لأول اجتماع عالمي بالكونجرس المتضمن الحديث ضد الاستغلال الجنسي للأطفال، وذلك الاجتماع تمت استضافته من قبل الحكومة السويدية. الكونجرس طرح في نهاية الاجتماع أجندة تحتوي على الخطوات والأفعال التي وصلوا إليها، والتي شاركت في وضع خطوطها العريضة مُعاهدة حقوق الطفل.
ساهمت هذه المنظمة أيضًا في تمويل ودعم مؤسسات ومنظمات أخرى غير حكومية لإنشاء وبناء برامج تمنع تلك الأفعال في تايلند ودول أخرى بجميع أقطار العالم. وبالإضافة إلى التمويل والدعم، هذه المنظمة أيضًا تصدر تقاريرًا بحثية حول حالة ووضع الاستغلال الجنسي للأطفال.
هذه المنظمة أيضًا توفر العديد من فرص المشاركة. فالتعاون معهم يشجع الناس حول العالم للتبرع إليهم وتمويلهم، كل هذا بهدف زيادة التمويلات المُستخدمة في إنقاذ الأطفال حول العالم، بالإضافة إلى تسخيرها في مجهودات بحثية عديدة. صفحتهم أيضًا توفر رابطًا يصل بك إلى تقرير عن الاستغلال الجنسي التجاري للأطفال. وإذا كنت تخطط للسفر، فهم يشجعون المسافرين على الحجز مع شركات وقعت على اتفاقية "القواعد السلوكية المُتبعة من أجل حماية الأطفال من الاستغلال الجنسي أثناء السفر والرحلات السياحية." يمكن أيضًا لبعض المؤسسات والمُنظمات أن تكون مؤهلة لتصبح أعضاء في هذه المنظمة. وبفعل ذلك، يمكن لهذه المؤسسات أن تسخِّر جهودها من أجل بذل العطاء بمساعدات أكثر للحد من الاستغلال التجاري الجنسي للأطفال. أما أهم شيء، فتحرص المنظمة على تشجيع الجميع ليظلوا على علم بالمشكلة العالمية الخاصة بالأطفال المُستغلين جنسيًّا حول العالم.

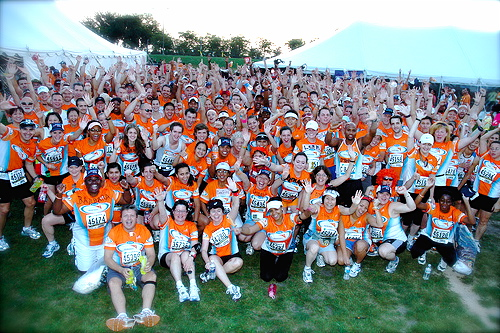
فريق منظمة رؤية العالم بشيغاكو

### رؤية العالم
رؤية العالم هي منظمة أخرى غير حكومية لديها العديد من المناطق التي تترك أثرًا قويًّا. منظمة رؤية العالم تعمل على توضيح الأسباب التي تُجيب على سؤال لماذا حماية الأطفال شيء ضروري. هذه المنظمة تُعلّم الأطفال الذين هم عرضة في المقام الأول ليتم الاتجار بهم. يجعلوهم على علم بالأساليب والآليات التي تُستخدم لاستدراجهم إلى العبودية والاتجار. هذا النوع من التعليم يجعل لدى الأطفال قدرة على الحصول على التعليم، الطعام، والمأوى. كما أن هذه المنظمة تفتح الباب للمواطنين للتقديم بها. وفرص العمل بها يكون منها دعم طفل ماديًّا، رفع الوعي تجاه المشرّعين، التطوع في تجمعات وفعاليات المنظمة، والعديد من الأشياء الأخرى.

## تدخل الحكومة
لسوء الحظ، لا يهتم العديد من القائمين على إدارة الدول بقضية الاستغلال الجنسي للأطفال، وفي بعض الأحيان يدعمونها أيضًا. اليابان والولايات المتحدة الأمريكية هما الأبرز عند ذكر الاستغلال الأطفال. «خلال حرب فيتنام، طوّر الجيش الأمريكي ما يُسمى بـمراكز إعادة التخليق والراحة، وهي نوع من التجارة السياحية الفرعية للحكومة.» وتشير التقارير أن تلك المراكز تكون مقرونة بشدة ببائعي الهوى وبيوت الدعارة. "تم زعم أن أحد الشخصيات العسكرية التي لديها نسبة عالية وغير متناسبة من البيدوفيليا، قامت بمبادلة لوائح مُصادرة من قبل بعض إدارات الشرطة."
وبسبب تلك المشاكل والقضايا التي تسببها العديد من المؤسسات مثل الجيش الأمريكي، تم تولي الأمر من قبل منظمة الأمم المتحدة بنفسها. وبناء عليه تم طرح بروتوكول اختياري عن بيع الأطفال، استخدامهم في صناعة بيع الهوى أو البورنوغرافيا، ويجعل على الحكومات مسؤولية حماية الأطفال ضد الاستغلال الجنسي. البروتوكول يطلب من الحكومات أن تتخذ إجراءات حامية لهؤلاء الأطفال، بينما تؤكد على ضرورة منع تلك الأفعال في العالم المُتعولم. وبمساعدة منظمة اليونيسيف، تم عمل كتيّب للبروتوكول. ينص الكتيّب على أن "عمليات المراقبة والتبليغ الخاصة بالبروتوكول، يجب أن تطور وترفع من الرؤية العالمية التي غرضها حماية الأطفال." والجدير بالذكر أن نفس اللجنة التي جعلت البروتوكول حيّ التنفيذ، سخرت جهودًا كبيرة أيضًا من أجل الحصول على بيانات دقيقة جدًا عن الاستغلال الجنسي للأطفال. فالتقرير العالمي عن الاتجار بالبشر في عام 2012 وضّح أن الدول التي تم تطبيق البروتوكول بها تم خفض نسبة الاستغلال الجنسي التعسفي للأطفال فيها تقريبًا إلى النصف. أما بالنسبة للنطاق الإقليمي، فإدانة المزيد من الأشخاص بالاتجار زادت.
وبالإضافة إلى البروتوكول، تم إنشاء خطة عمل حركية عالمية بالفعل. هذه الخطة تشمل تقوية قدرات قوّات تطبيق القانون على التعرّف على ضحايا الاتجار، وتدعيم التحقيقات في تلك القضايا، بجانب محاكمة وعقاب كل الموظفين الفاسدين الذين يشاركون في عملية الاتجار بالجنس والسياحة.
في عام 1989 تبنت الجمعية العمومية للأمم المتحدة معاهدة حقوق الطفل. والمقالة رقم 34 تنص على أن "جميع أطراف الولاية تتعهد بحماية الطفل ضد جميع أشكال وصور الاستغلال أو الإساءة الجنسية تجاهه. ومن أجل تحقيق تلك الأهداف، على جميع أطراف الولاية اتخاذ جميع الإجراءات الوطنية، ثنائية الجانب، أو متعددة الجوانب لمنع الآتي: أ) حثّ أو إجبار الأطفال على الانخراط في أي نشاط جنسي غير قانوني، ب) استغلال الأطفال من أجل بيع الهوى أو أي نشاطات جنسية غير قانونية أخرى، ج) استغلال الأطفال في صناعة البورنوغرافيا كأدوات، وكذلك جميع المواد المُستخدمة فيها."

## المنع عن طريق التعليم

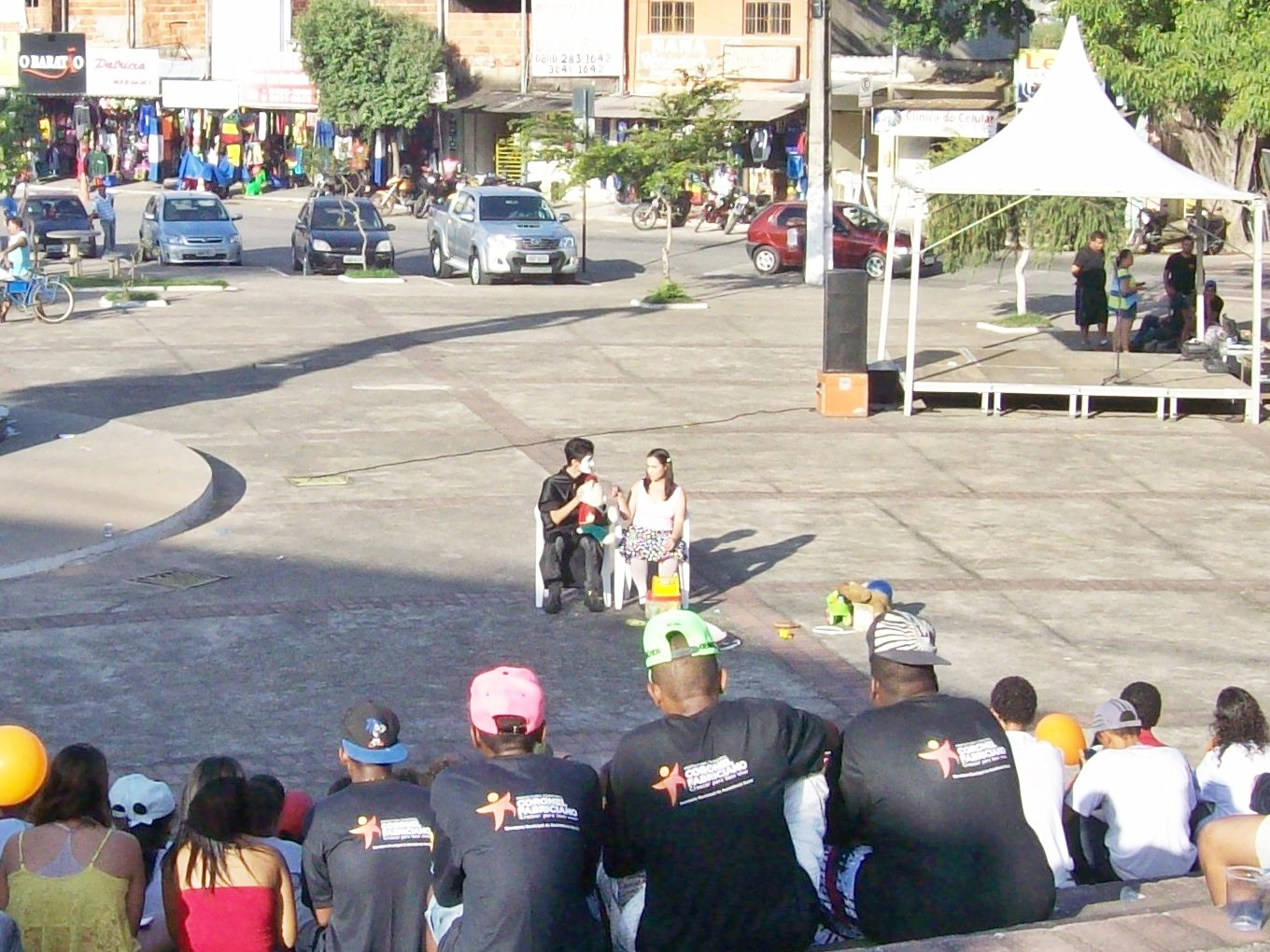
جلسة عن العنف الجنسي تجاه الأطفال في كورونيل فابريكانو بالبرازيل

أحد الطرق العديدة لمنع الاستغلال الجنسي للأطفال هو التعليم. فمنظمة رؤية العالم  هي إحدى المنظمات الرائدة في تعليم الفتيات الصغيرات وتعريفهن بمخاطر الاتجار، ويعلمونهم بحقيقة الذين يدخلون أنفسهن فيه. بجانب وجود جهود أخرى في تعليم أفراد الشرطة أنفسهم. هذا وقد قامت جمعية النيبال لتنظيم الأسرة بعقد جلسة تدريبية لرجال الشرطة المحليين، وفيها تم تعريفهم على وسائل التعرف على النساء والأطفال الذين يكونون في موقف استغلال جنسي، وكذلك كيف يتعاملون مع مواقف الاتجار التي يمكن أن يتعرضوا لها. ومن الناحية الأخرى يجب أن نؤكد على ضرورة التعليم العام. لأن الاستغلال الجنسي يتم تحفيزه عن طريق الحاجة الشديدة "لرفع تصورّات وآمال العملاء عن الأذى المُسبب.(43)" تم اقتراح أن إيقاف الذين يقومون بإدارة الجولات الجنسية قد يردع هذه الأفعال. وتوجد جهود أخرى تتضمن ببساطة تعريف الضحايا المتحملين بالآليات التي يعمد على استخدامها المُوظِفين من أجل إغواء الأطفال. والجدير بالذكر أن البروتوكول سابق الذكر يحتاج إلى أفراد يطبقون الإجراءات الحاسمة ضد الاستغلال الجنسي للأطفال، ومن ضمن تلك الإجراءات تعليم العامة، خاصة العائلات، حول مخاطر السياحة الجنسية والاتجار.

## وصلات خارجية
- Trafficking in Minors for Commercial Sexual Exploitation - United Nations Interregional Crime and Justice Research Institute
- * IACAC - International Agency for Crimes Against Children - Child Exploitation, Trafficking, & Cyber Crimes Tactical Initiative
- Child Sex Tourism Data Havocscope Black Markets